# بحث الظلة

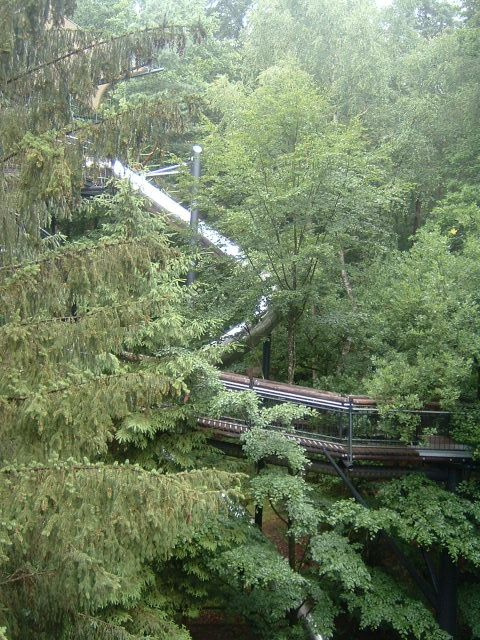

بحث الظلة هو مجال البحث العلمي الذي يعتمد على البيانات المجمعة في أشجار الظلة.

## الأهداف
- وصف أنواع النباتات والحيوانات المقيمة على قمم الأشجار. وتدرس بشكل أساسي الغابات القديمة والغابات الاستوائية.
- دراسة ديناميكا النظام البيئي للبيئات وعوامل التغيير وغيرها من العوامل التي تشكل أنظمة الغابات.
- تجميع بيانات عن الأرصاد الجوية. يمكن أن تساعد دراسات الأرصاد الجوية الباحثين في قياس فعالية الظلة في الغابات في تعويض تغير المناخ العالمي. يوجد لدى الباحثين في خدمة البحوث الزراعية نموذج معاير لظلة الغابات يقيس ويقدر كمية الكربون التي تمتصها/تطلقها ظلة الغابات بسبب التركيب الضوئي/التنفس. وأظهر البحث أن ظلة الغابات قد تحولت من «بالوعة» الكربون (لامتصاص الكربون الصافي بسبب التمثيل الضوئي) إلى «مصدر» الكربون (لتنفس الكربون الصافي) بعد تساقط أوراق الظلة بسبب الفراش الغجري.  يساعد هذا البحث العلماء في تحديد دور الأشجار في تعويض الكربون الذي يتم إطلاقه في الغلاف الجوي، مما يساهم في ظاهرة الاحترار العالمي والتأثيرات البيولوجية التي تؤثر فيها.

يهدف هذا البحث إلى الحماية. وما يبرز هنا أكثر من أي شيء آخر هو ليس الوقت لإيجاد فترة انتقالية لحماية الغابات القديمة في النهاية. وبالمقارنة مع الجهود البحثية، فهناك القليل منها فقط هي التي تتم لتحقيق الهدف الفعلي من الحماية. وعلى العكس من ذلك - قام الباحثون بأنفسهم في جميع أنحاء العالم بقطع الأشجار وتشويه الغابات.

## الاستكشافات الرئيسية
- يعيش 90٪ من الأنواع الحيوانية و50٪ من الأنواع النباتية في الغابات الاستوائية المطيرة في المستويات العليا من الأشجار الكبيرة. وتم تجميع ما يصل إلى 1000 حشرة مختلفة من شجرة واحدة.
- تتطلب الغابات الاستوائية الحد الأدنى من المساحات لتطوير المناخ الجزئي العصيب الخاص بها وتوفير مواطن لـ ثدييات أكبر.
- في حين تستمر الغابات النامية في تخزين ثاني أكسيد الكربون، أكثر من عشرة أضعاف ما تخزنه الغابات الصغيرة.

لذا، يُعد بحث الظلة هو مجالاً علميًا جديدًا نسبيًا كان قد أُعيق لفترة طويلة بسبب الافتقار إلى وسائل الوصول لظل الشجرة وعدم وجود الوسائل الملائمة لإسكان الباحثين.
لقد تغلبت في الآونة الأخيرة عدة التسلق والمنازل الشجرية وممرات الظلة ورافعات والسفن الهوائية والأرصفة القابلة للتضخيم للاستراحة على رؤوس الأشجار على هذه الحواجز.
- أثبتت الرافعات تقديم أفضل طرق الوصول ثلاثي الأبعاد. وتعتبر الجهود المبذولة لتصميمها جديرة بالاهتمام، حيث تتم معظم المشروعات البحثية على المدى الطويل.
- وتقدم السفن الهوائية (أو المركبات الفضائية أو المناطيد) أفضل السبل للوصول إلى المناطق الواسعة من الظلة.
- وتعتبر المنازل الشجرية هي أفضل للسكن لأنها توفر السكن الجاف والآمن والمضيء دون التقليل من مساحة الغابات.

## وصلات خارجية
- Global Canopy Programme
- Canopy Database Project
- Canopy Research - Earthwatch Institute page.
- Dendronautics
- "Doing Canopy Science" Prof Stephen Sillett, photogallery with "brief description of... techniques and illustrations of their applications..."